# Gromphas aeruginosa
Gromphas aeruginosa är en skalbaggsart som beskrevs av Perty 1830. Gromphas aeruginosa ingår i släktet Gromphas och familjen bladhorningar. Inga underarter finns listade i Catalogue of Life.